# نايجل دود
نايجل دود (بالإنجليزية: Nigel Dodd)‏ هو عالم اجتماع بريطاني، ولد في 1965.